# Малышовка (Одесская область)
Малышовка (укр. Малишівка) — бывшее село в Березовском районе Одесской области Украины. Село было подчинено Гуляевскому сельсовету.

## История
По состоянию на 1964 год население — 25 человек. 

## География
Было расположено на ручье Стадная — северо-восточнее села Отрадная Балка. 